# Bahianite
La bahianite è un minerale.